# Ашбак
Ашба́к (фр. Aschbach) — коммуна на северо-востоке Франции в регионе Гранд-Эст (бывший Эльзас — Шампань — Арденны — Лотарингия), департамент Нижний Рейн, округ Агно-Висамбур, кантон Висамбур. До марта 2015 года коммуна административно входила в состав упразднённого кантона Сульц-су-Форе (округ Висамбур).
Площадь коммуны — 4,32 км², население — 692 человека (2006) с тенденцией к стабилизации: 688 человек (2013), плотность населения — 159,3 чел/км².

## Население
Население коммуны в 2011 году составляло 666 человек, в 2012 году — 677 человек, а в 2013-м — 688 человек.
| 1962 | 1968 | 1975 | 1982 | 1990 | 1999 | 2004 | 2006 | 2008 | 2011 | 2012 | 2013 |
| ---- | ---- | ---- | ---- | ---- | ---- | ---- | ---- | ---- | ---- | ---- | ---- |
| 513  | 540  | —    | 534  | 497  | 590  | 655  | 692  | 667  | 666  | 677  | 688  |

Динамика населения:

## Экономика
В 2010 году из 442 человек трудоспособного возраста (от 15 до 64 лет) 356 были экономически активными, 86 — неактивными (показатель активности 80,5 %, в 1999 году — 67,1 %). Из 356 активных трудоспособных жителей работали 335 человек (189 мужчин и 146 женщин), 21 числились безработными (6 мужчин и 15 женщин). Среди 86 трудоспособных неактивных граждан 23 были учениками либо студентами, 22 — пенсионерами, а ещё 41 — были неактивны в силу других причин.